# Стрелац (Бабушница)
Стрелац је насеље у Србији у општини Бабушница у Пиротском округу. Према попису из 2022. било је 106 становника.
Кроз село протиче река Мурговица. Према турском попису нахије Ниш из 1516. године, место је било једно од 111 села нахије и носило је исти назив као данас, а имало је 30 кућа, 2 удовичка домаћинства, 7 самачка домаћинства.
У селу се налази црква Успења Пресвете Богородице.

## Етимологија
О постанку имена села има више легенди. По једној од њих, на малом брду Дел, на месту звано Саљин камик, Турчин Саља је правио стреле и по њима је село добило назив Стрелац. Друга легенда казује да је у подножју брда Градиште било стрелиште још у доба Латина. Латини су на Градишту имали своју кастелу. Стрелиште се налазило на левој обали реке Валнисице у Ливађу, недалеко од изласка из Клисуре. И данас се то место зове Бојно Селиште. Латини су на Бојном селишту имали насеље и стрелиште на коме су се надметали у гађању стрелама, па је по томе и село добило назив Стрелац.

## Демографија
У насељу Стрелац живи 374 пунолетна становника, а просечна старост становништва износи 61,4 година (60,0 код мушкараца и 62,8 код жена). У насељу има 196 домаћинстава, а просечан број чланова по домаћинству је 1,90.
Ово насеље је скоро потпуно насељено Србима (према попису из 2002. године), а у свим послератним пописима се бележи знатан константан пад у броју становника.
|  |

| Демографија | Демографија | Демографија |
| Година      | Становника  | Становника  |
| ----------- | ----------- | ----------- |
| 1948.       | 1.589       |             |
| 1953.       | 1.507       |             |
| 1961.       | 1.367       |             |
| 1971.       | 1.156       |             |
| 1981.       | 844         |             |
| 1991.       | 605         | 604         |
| 2002.       | 392         | 392         |
| 2011.       | 214         |             |
| 2022.       | 106         |             |

| Етнички састав према попису из 2002.‍ | Етнички састав према попису из 2002.‍ | Етнички састав према попису из 2002.‍ | Етнички састав према попису из 2002.‍ | Етнички састав према попису из 2002.‍ |
| ------------------------------------ | ------------------------------------ | ------------------------------------ | ------------------------------------ | ------------------------------------ |
|                                      |                                      |                                      |                                      |                                      |
| Срби                                 | Срби                                 |                                      | 385                                  | 98,21%                               |
| Бугари                               | Бугари                               |                                      | 1                                    | 0,25%                                |
| непознато                            | непознато                            |                                      | 5                                    | 1,27%                                |

| Година пописа     | 1948. | 1953. | 1961. | 1971. | 1981. | 1991. | 2002. |
| ----------------- | ----- | ----- | ----- | ----- | ----- | ----- | ----- |
| Број домаћинстава | 278   | 277   | 276   | 308   | 280   | 247   | 196   |

| Број чланова      | 1  | 2  | 3  | 4  | 5 | 6 | 7 | 8 | 9 | 10 и више | Просек |
| ----------------- | -- | -- | -- | -- | - | - | - | - | - | --------- | ------ |
| Број домаћинстава | 76 | 88 | 15 | 12 | 2 | 3 | 0 | 0 | 0 | 0         | 1,90   |

| Пол    | Укупно | Неожењен/Неудата | Ожењен/Удата | Удовац/Удовица | Разведен/Разведена | Непознато |
| ------ | ------ | ---------------- | ------------ | -------------- | ------------------ | --------- |
| Мушки  | 191    | 36               | 120          | 29             | 2                  | 4         |
| Женски | 187    | 16               | 117          | 51             | 1                  | 2         |
| УКУПНО | 378    | 52               | 237          | 80             | 3                  | 6         |

| Пол    | Укупно                    | Пољопривреда, лов и шумарство | Рибарство                            | Вађење руде и камена | Прерађивачка индустрија       |
| ------ | ------------------------- | ----------------------------- | ------------------------------------ | -------------------- | ----------------------------- |
| Мушки  | 33                        | 12                            | 0                                    | 0                    | 7                             |
| Женски | 32                        | 22                            | 0                                    | 0                    | 3                             |
| УКУПНО | 65                        | 34                            | 0                                    | 0                    | 10                            |
| Пол    | Производња и снабдевање   | Грађевинарство                | Трговина                             | Хотели и ресторани   | Саобраћај, складиштење и везе |
| Мушки  | 0                         | 1                             | 2                                    | 0                    | 2                             |
| Женски | 0                         | 0                             | 2                                    | 0                    | 0                             |
| УКУПНО | 0                         | 1                             | 4                                    | 0                    | 2                             |
| Пол    | Финансијско посредовање   | Некретнине                    | Државна управа и одбрана             | Образовање           | Здравствени и социјални рад   |
| Мушки  | 0                         | 0                             | 3                                    | 2                    | 1                             |
| Женски | 0                         | 0                             | 0                                    | 0                    | 3                             |
| УКУПНО | 0                         | 0                             | 3                                    | 2                    | 4                             |
| Пол    | Остале услужне активности | Приватна домаћинства          | Екстериторијалне организације и тела | Непознато            | Непознато                     |
| Мушки  | 0                         | 0                             | 0                                    | 3                    | 3                             |
| Женски | 0                         | 0                             | 0                                    | 2                    | 2                             |
| УКУПНО | 0                         | 0                             | 0                                    | 5                    | 5                             |

## Галерија
- Река Мурговица
- Спомен биста
- Kућа породице Алексић
- Панорама села